# Kaple nad Mařenicemi
Kaple u Mařenic je malá kaplička nalézající se asi 1,5 km východně od centra obce Mařenice u silnice III. třídy č. 27016 vedoucí z obce Mařenic do obce Heřmanice v Podještědí.

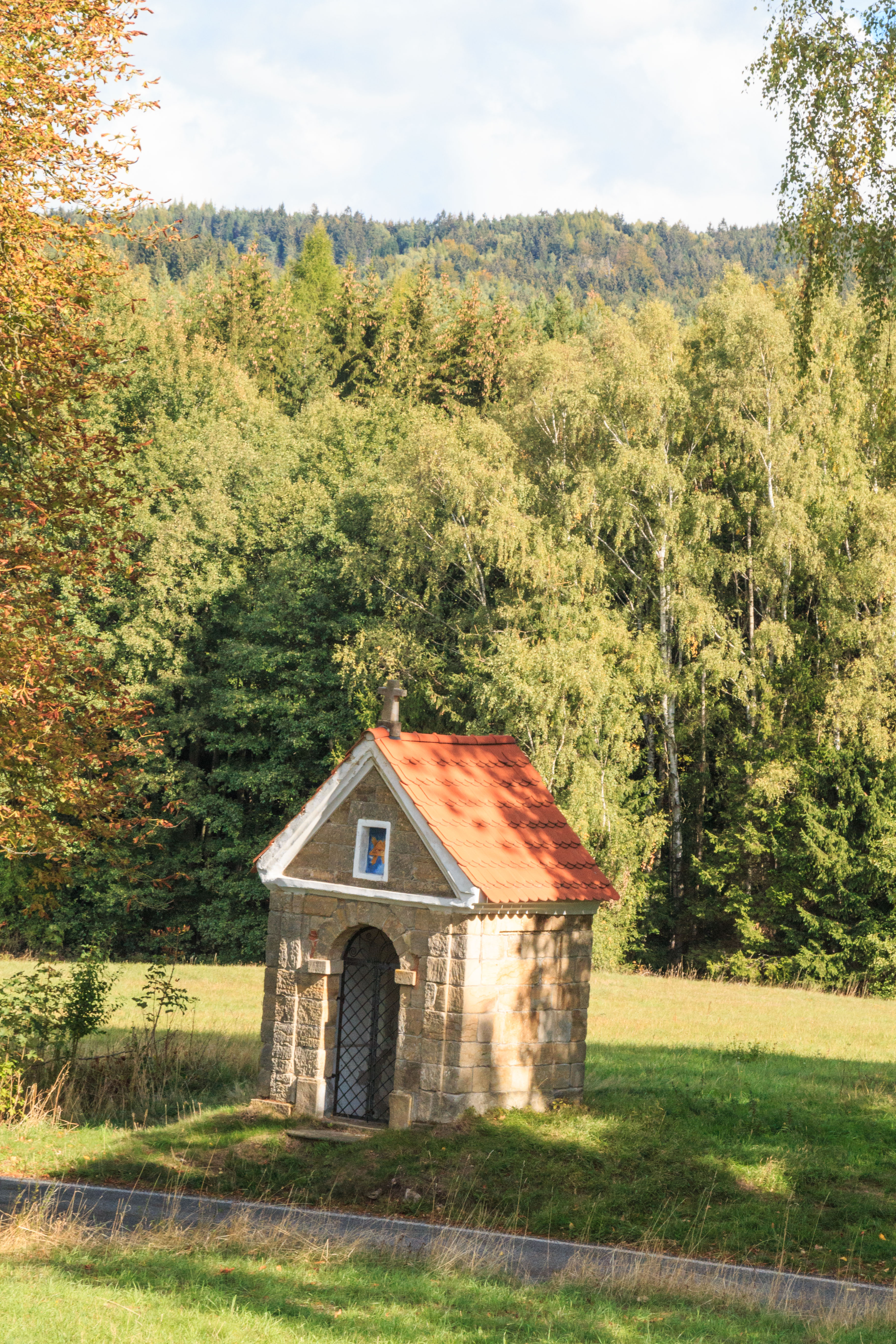
Kaple nad Mařenicemi